# Кіфоз
Кіфоз (дав.-гр. κύφος зігнутий, горбатий) — в загальних випадках являє собою викривлення верхнього відділу хребта. Може бути як надбаним, так і спадковим.

Один з типів порушення постави людини; вигин назад у грудному відділі — грудний кіфоз

## Клінічна картина
Кіфоз, що виникає в грудному відділі хребта, клінічно проявляється у вигляді синдрому «круглої спини» (сутулість; у складніших випадках — горбатість). При цьому положенні плечі пацієнта нахилені допереду і донизу, грудна клітка звужується. Основний дихальний м'яз — діафрагма опускається донизу, м'язи черевного преса ослаблені, верхня частина тулуба нахилена вперед. Тривалий перебіг кіфозу призводить до появи клиноподібної деформації хребців, руйнування міжхребцевих хрящів. З боку м'язової системи виявляється розтягнення м'язів спини, порушення функції м'язів, які формують передню черевну стінку. Зміна анатомічної будови грудної порожнини призводить до зниження рухливості ребер, порушення діяльності міжреберних м'язів, обмеження дихальної функції легень.

## Класифікація
Розрізняють такі види кіфозу:
- Кіфоз вроджений (лат. k. congenita) — кіфоз, зумовлений аномалією розвитку передніх відділів тіл хребців
- Кіфоз генотиповий (лат. k. genotypica) — спадкового кіфоз, що характеризується ідентичною формою в декількох поколіннях; успадковується по домінантним типом
- Кіфоз компресійний (лат. k. compressiva) — кіфоз, обумовлений компресійним переломом тіл одного або декількох хребців зі зменшенням їхньої висоти в передніх відділах
- Кіфоз мобільний (лат. k. mobilis) — кіфоз, обумовлений слабкістю м'язів спини і звичним неправильним положенням тіла; піддається пасивній корекції
- Кіфоз рахітичний (лат. k. rhachitica; син.Горб рахітичний) — кіфоз, що розвивається у дітей другого півріччя життя, хворих на рахіт, внаслідок слабкості м'язів і зв'язок, а також м'якості тіл хребців
- Кіфоз старечий (лат. k. senilis; син.Горб старечий) — кіфоз грудного відділу хребта у людей похилого віку, обумовлений віковими дегенеративно-дистрофічними змінами тканини міжхребцевих дисків і тіл хребців і ослабленням м'язового апарату хребта
- Кіфоз тотальний (лат. k. totalis) — дугоподібний кіфоз всього хребта; спостерігається при деяких патологічних процесах (наприклад, при хворобі Бехтерєва), в нормі — у дітей перших місяців життя
- Кіфоз туберкульозний (лат. k. tuberculosa) — кіфоз при туберкульозному спондиліті, зумовлений руйнуванням тіл хребців та їх компресією
- Кіфоз кутовий (лат. k. angularis) — кіфоз, при якому опуклість представляється у вигляді кута, зверненого вершиною дозаду; характерна форма компресійного та туберкульозного кіфозу
- Кіфоз фізіологічний (лат. k. physiologica) — формується при нормальному розвитку хребта, помірний кіфоз грудного відділу (до 7 років життя) і крижового відділу (до періоду статевого дозрівання).

Особливим випадком кіфозу є хвороба Шойермана-Мау — кіфотична деформація хребта, що зустрічається у підлітків 14-16 років.

## Лікування
Хворим на кіфоз лікарі рекомендують витягування хребта. Витягування хребта являє собою спеціальну лікувальну техніку, за допомогою якої відстань між хребцями збільшується, надаючи можливість затиснутим нервовим закінченням звільнитися. Фактично одразу людина відчуває послаблення болю в спині. Витягування хребта буває горизонтальним і вертикальним (залежно від площини, в якій проводиться процедура), а також підводним і сухим (залежно від середовища, де проходить процедура).